# Спасо-Преображенский собор (Пермь)
Спасо-Преображе́нский собо́р — православный храм Перми, расположенный в начале Комсомольского проспекта. Объект культурного наследия народов РФ федерального значения. Крупнейшее культовое сооружение города. С 1932 до декабря 2023 года в соборе размещалась Пермская государственная художественная галерея, ныне вновь передан в ведение Пермской епархии.

## Предыстория
В 1560 году Строгановыми был основан Спасо-Преображенский монастырь в г. Пыскоре.
В 1781 году первый наместник Перми (наместничество высочайше учреждено 27 января 1781 года) решил перевести монастырь, экономика которого была подорвана секуляризацией 1764 года, в Пермь. Монастырь разобрали и по Каме сплавили в Пермь. Сначала собор хотели поставить на Егошихинской горе, но потом остановились на менее высокой лесной опушке возле Сенькино, вокруг которой вырубили не все деревья. Перевод затянулся на 12 лет из-за нехватки средств и других причин. Пришлось даже заложить пыскорскую церковную утварь вятскому Троицкому собору, выдавшему под залог 6 тысяч рублей.
В 1793 году внутри жилого корпуса монастыря была устроена келейная церковь во имя Стефана Пермского. По ошибке архитекторов алтарь был обращён на север. Через 5 лет ошибку исправили — перестроили алтарь на восток. В 1793—1798 гг. был достроен братский корпус.

## История

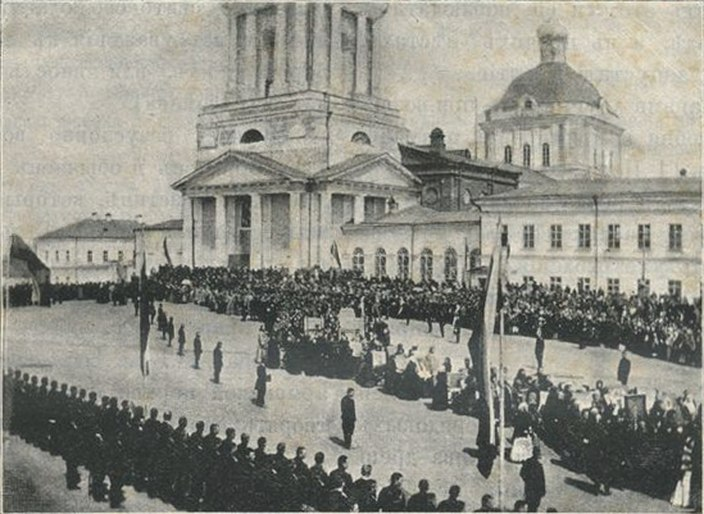
Крестный ход в день 500-летия св. Стефана Пермского. Выход крестного хода из соборного храма (26 апреля 1896 г.)

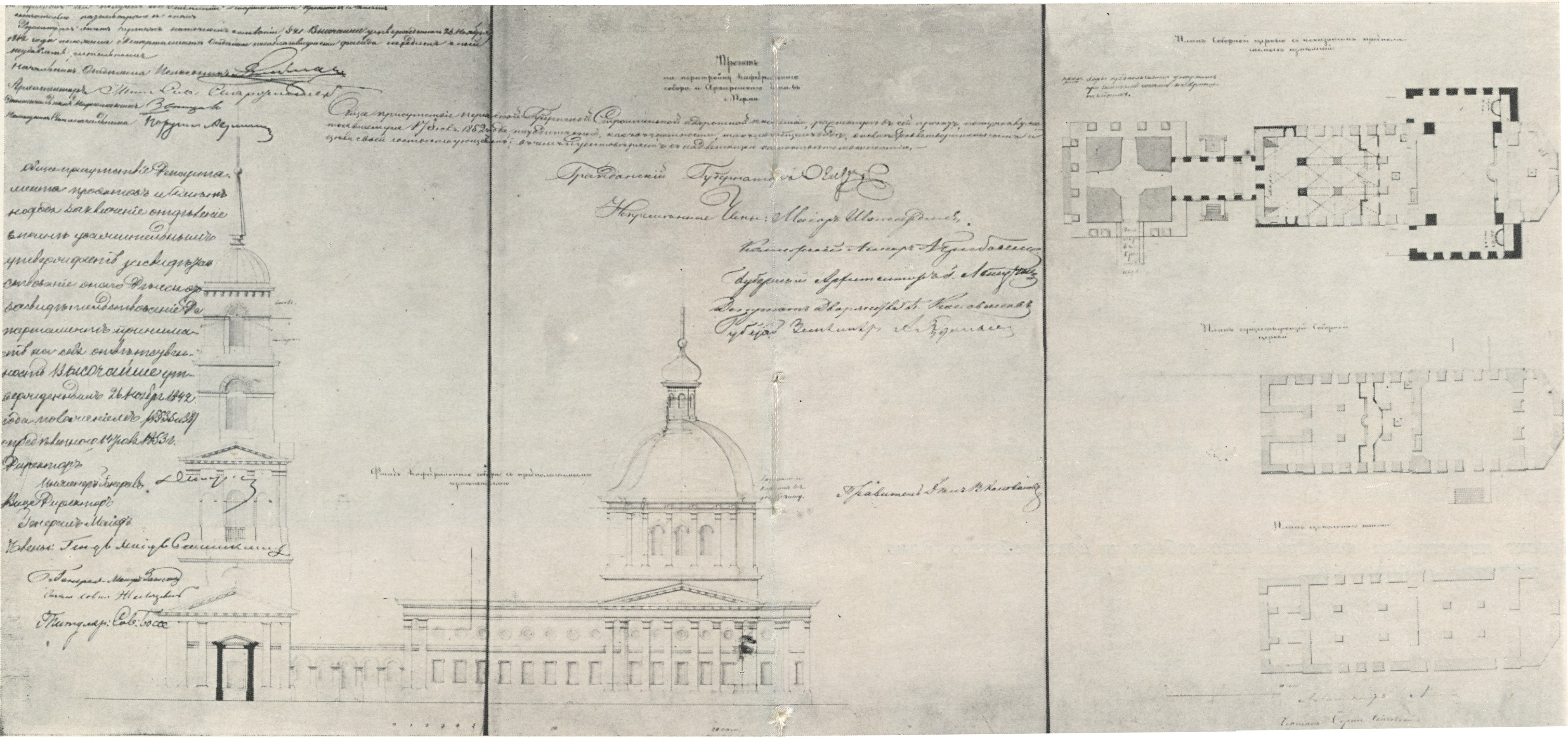
Проект на перестройку Г. П. Летучего, 1852 г.

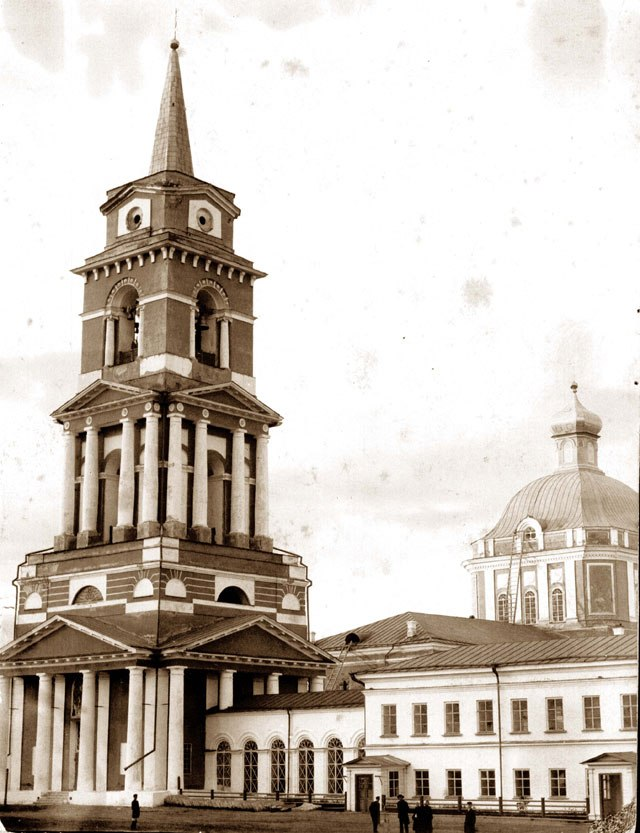
Кафедральный собор

В соответствии с указом императора Павла I от 12 (23) декабря 1796 года «О новом разделении государства на губернии» Пермское и Тобольское генерал-губернаторство было разделено на Пермскую и Тобольскую губернии. В новообразованной Пермской губернии ожидали учреждения самостоятельной Пермской епархии, что и произошло с указом императора Павла I в 1799 году, а уже с 1798 года в единственном пермском мужском монастыре началось строительство кафедрального собора также во имя Преображения Господня. В связи с учреждением Пермской епархии, Преображенский монастырь был обращён в Архиерейский дом.
Постройка летнего храма кафедрального собора, в котором был поставлен иконостас пыскорского Преображенского храма с иконами, написанными в 1762 году академиком Базилевским, окончена в 1820 году (освящён епископом Иустином (Вишневским)). Колокольня собора, возведение которой было завершено в конце 1832 года, построена в стиле русского классицизма (первоначальный проект архитектора Петра Тимофеевича Васильева); в сентябре 1831 года на неё были подняты колокола бывшего Пыскорского монастыря.
В ходе реконструкции, проведённой в 1853—1854 годах губернским архитектором Григорием Летучим, колокольня и собор были соединены крытой наземной галереей, а колокольня с южной стороны была связана с Архиерейским домом; тёплый Стефановский храм был увеличен в размерах. В 1892—1893 годы здание храма было значительно расширено боковыми пристроями, в которых были устроены два придела: в честь святого Иоанна Предтечи и святителя Димитрия Ростовского. В 1901 году работы по реконструкции собора производились строительно-техническим бюро Александра Турчевича.
Собор служил усыпальницей пермских иерархов ХIХ — начала XX веков: здесь были погребены пять архиереев. Трое из них — епископы Иустин (Вишневский), Вассиан (Чудновский), Петр (Лосев) — были похоронены под алтарём собора; епископы Иоанн (Островский) и Иоанн (Алексеев) — на погосте перед алтарем. С восточной стороны к собору примыкало Архиерейское кладбище (в 1933 году здесь разместили Пермский зоопарк). К западу от собора располагалась Пермская духовная семинария, большое здание которой позже было занято Пермским военным институтом ракетных войск.
В 1920-е годы мраморный иконостас был демонтирован, разобран и вывезен, ризница конфискована; исчез серебряный, покрытый золотом ковчег с частицей мощей святителя Стефана Пермского. За сопротивление изъятию церковных ценностей 9 декабря 1922 года были арестованы епископ Пермский Сильвестр (Братановский) и члены церковного совета кафедрального собора. После разбирательства власти передали храм обновленцам.
В 1932 году было вынесено окончательное решение о закрытии храма, в здание которого переехал Художественный музей (ныне галерея). Проект приспособления здания был выполнен архитектором Николаем Шварёвым. Колокольню собора соединили межэтажным перекрытием с Архиерейским домом, реконструировали ризницу, расположенную с северной стороны входа, в нижнем этаже устроили лекционный зал, в верхнем — кабинеты научных сотрудников галереи. Позднее, в 1954—1958 годах, для увеличения выставочных площадей реконструировали летнюю часть собора по проекту архитектора Давида Рудника.
В 2010 году была освящена колокольня собора, и на неё водрузили крест. По взаимной договорённости, Пермская государственная художественная галерея обещала до 2016 года полностью освободить здание собора, переместив все музейные экспонаты в здание бывшего ракетного училища. Затем срок переезда галереи переносился на 2017—2018 годы и рассматривался вариант приспособления под выставочное пространство здания по улице Окулова, 4.
На конец 2019 года была завершена основная часть реконструкции фасада и кровли здания собора, в стенах которого по-прежнему оставалась художественная галерея.
24 апреля 2022 года, в день Пасхи, в соборе было совершено первое после его восстановления богослужение (пасхальный молебен).
К декабрю 2023 года галерея покинула здание собора. 31 декабря 2023 года впервые за 90 лет состоялось богослужение в центральной части храма: митрополит Пермский и Кунгурский Мефодий (Немцов) совершил здесь благодарственный молебен.